# Víctor Barrio
Víctor Barrio (Grajera, 29 mei 1987 – Teruel, 9 juli 2016) was een Spaans stierenvechter, die in de arena door een stier gedood werd. Hij was de eerste stierenvechter in 30 jaar die in de arena tijdens een stierengevecht om het leven kwam (de banderilleros Manolo Montoliú en  Ramón Soto Vargas buiten beschouwing gelaten, die in 1992 om het leven kwamen).
Voor hij stierenvechter werd, werkte Barrio als greenkeeper bij een golfbaan. Tegelijk volgde hij de opleiding tot stierenvechter. Zijn eerste stierengevecht voor betalend publiek vond plaats op 13 juli 2008. Op 8 april 2012 werd hij officieel erkend als matador. Dit gaf hem het recht om in een stierengevecht hoofdtorero te zijn.
Op 9 juli 2016 werd Barrio gedood in de arena door de stier Lorenzo tijdens het Feria del Ángel in Teruel. De stier zag kans met zijn hoorns de borst van Barrio meerdere keren te doorboren. Barrio werd buiten bewustzijn de arena uitgedragen, en korte tijd later dood verklaard. Uit autopsie bleek dat Barrio's longen en aorta doorboord waren. Zijn dood was live op de Spaanse televisie te zien.